# 白山 (龟兹)
白山（?—?），西晋时龟兹王。
白山是班超拥立的白霸国王、白英的后裔。龟兹国王白山侮辱焉耆王龙安。龙安临终时，嘱咐儿子龙会为他报仇雪恨。龙会即位，举兵攻下龟兹，袭杀白山，占据龟兹。